# Sistem za gašenje požara z dvojnim sredstvom
Sistem za gašenje požara z dvojnim sredstvom (TAFES, angleško Twin-agent fire extinguishing system) vključuje prednosti suhih kemikalij in sredstev za gašenje s peno (AFFF ali CAFS). Najpogosteje se uporablja za operacije AR-FF in v industrijskih območjih z razredom velikih nevarnosti B.
Suha kemikalija, običajno Purple-K (in v nekaterih sistemihABC prah), hitro pogasi ogenj, medtem ko debela plast pene prepreči zadrževanje gorvnih hlapov in pomaga ohladiti gorivo. Pri požarih s plinom pod tlakom se pena uporablja za gašenje požarov goriva okoli mesta izpuščanja ter samo hlajenje razgrete kovine. Purple-K se nato izpusti v točko puščanja, da "uduši" goreč plin.
Te sisteme je mogoče namestiti na vozila, na mobilne enote ali stalne postaje. Nanos poteka iz dveh cevi, povezanih skupaj na šobo, po eni teče suho kemično sredstvo, po drugi pa pena. Sistemi z dvojnim sredstvom se uporabljajo tudi v fiksnih šobah vozil (tj vozila AR-FF) ali monitorskih postajah na lokacijah z visoko nevarnostjo vžiga v objektih, ki shranjujejo ali proizvajajo vnetljive tekočine. 